# Galleri Maneten
Galleri Maneten, Galerie Maneten eller bara Maneten, var ett konstgalleri i Göteborg som drevs av Föreningen Maneten, senare Sällskapet Maneten, från 1958 och fram till cirka år 2000.
I Göteborg hade det sedan 1930-talet diskuterats om att skapa ett Konstens Hus där olika konstföreningar och konstformer skulle kunna samverka och ställa ut. På 1950-talet hade frågan dragits i politisk långbänk. År 1958 erbjöd Västra Sveriges Restaurang AB åtta större kulturföreningar i Göteborg att gratis få husera på andra våningen av en restauranglokal i huset Vallgatan 3. Alla föreningarna tackade ja och bildade därmed Föreningen Maneten som i styrelsen hade medlemmar ur Göteborgs Konstnärsklubb, Grupp 54, Göteborgs författarföreningen, Västra Sveriges Arkitektförening, Göteborgs tonsättarförening, Tekniska samfundets i Göteborg avdelning för husbyggnadskonst, Västra kretsen av Svenska inredningsarkitekters riksförbund, Svenska Trädgårdsarkitektersföreningens Göteborgskrets och Föreningen Göteborgs konsthantverkare.
Utgångspunkten var skapa en klubblokal och att förbättra utställningsmöjligheterna i Göteborg. Som utställningsansvarig valdes konstnären Carl-Erik Hammarén som hade jobbet fram till mars 1961. Föreningens namn "Maneten" valdes, enligt föreningens förste ordförande, arkitekten Lars Ågren för att anspela på Västkusten och att det var en förgrenad verksamhet som gärna fick brännas lite. Namnet anspelade också på en årstidskrift som föreningen Konstnärskretsen i Göteborg givit ut i början av 1900-talet. Maneten var under många år en central plats för Göteborgs konstliv. År 1964 hade föreningen 1200 medlemmar, producerade ett 15-tal utställningar om året och var utöver Göteborgs Konsthall den enda konstutställningslokal som fick kommunalt stöd.
Efter Hammarén gick jobbet som utställningsintendent till konstnären Bengt Blomqvist och därefter tog Knut Yngve Dahlbäck över 1966. I början av 1970-talet flyttade Galleri Maneten till lokaler invid gamla Margarethaskolan vid Heden. Utöver utställningsverksamheten arrangerade Maneten föredrag, konferenser och annan programverksamhet, var en aktiv debattör och fungerade ibland som sakkunnig instans i kommunala kulturfrågor och liknande. Med tiden blev Maneten den stora samarbetsorganisationen för kulturarbetare i Göteborg. När exempelvis Konstnärernas Kollektivverkstad i Göteborg (KKV) skapades 1972 var Maneten representerad i stiftelsen och i ännu ett försök att skapa ett kulturhus i Göteborg bildade Maneten tillsammans med Nationalteatern och idrottsföreningen BK Häcken, Pusterviks Kultur AB 1978. Aktiebolaget köpte fastigheterna Röda Bryggan 4 och 5, som bland annat inrymde Pustervikskällaren och tanken var att driva restaurangen och samtidigt hyra ut övriga lokaler till kulturverksamhet, främst till Maneten och Nationalteatern. Vid den här tiden hade Maneten 2000 medlemmar och man behövde större lokaler. Samma år startade man tidskriften Havsverk: Sällskapet Maneten informerar som gavs ut fram till och med 1992. Bara två år senare upphörde Göteborgs kommun med stödet till Pustervik vilket skulle innebära att Manetens medlemmar tillsammans med Nationalteatern blev utan lokal. År 1993 inrättade Sällskapet Maneten priset Årets Filmfotograf som samma år började delas ut på Göteborgs Filmfestival. Åren 1990-1993 huserade Nationalteatern i nuvarande Pusterviksteatern och det var också i en lokal i detta hus som Maneten drev galleriverksamhet de sista åren fram till ungefär millennieskiftet 2000.